# Râul Dăbiș
Râul Dăbiș este unul din brațele care formează râul Comana. 

## Hărți
- Harta județul Brașov
- Harta munții Perșani  Arhivat în 13 iunie 2008, la Wayback Machine.